# Chonon Bensho
Chonon Bensho (Yarinacocha, Ucayali, 1992) es una artista plástica y poeta peruana. En sus obras, refleja la cosmovisión y diseños kené del pueblo shipibo-conibo. Ha sido ganadora del Concurso Nacional de Pintura 2021 (XII edición) con su obra Inin Paro (El río de los perfumes medicinales).

## Biografía
Chonon Bensho nació en la comunidad shipiba de Santa Clara, ubicada en la amazonía central de Perú, en el distrito de Yarinacocha, provincia de Coronel Portillo en la región Ucayali. Su nombre en shipibo significa 'golondrina de los campos medicinales'. Es descendiente de mujeres artesanas y artistas, así como de sanadores tradicionales Onanya.Estudió en la Escuela Superior de Formación Artística Pública - Eduardo Meza Saravia, ubicada en Yarinacocha, en donde se graduó en 2018 como Artista Profesional con una tesis sobre los diseños kené, característicos de la familia lingüística amazónica pano.Está casada con el escritor e investigador Pedro Favaron. Preside la Asociación de Artistas y Sabios METSÁ, del pueblo shipibo-konibo.

## Exposiciones
Ha exhibido sus obras en muestras individuales, como las realizadas en el 2021 en Lima titulada Métsa Nete: El hermoso mundo visionario de Chonon Bensho, en la Alianza Francesa, bajo la curaduría de Christian Bendayán; y A River, a Snake, a Map in the Sky en el Festival Culturescapes en Basilea (Suiza), bajo la curaduría de Kateryna Botanova. Asimismo, ha sido la primera mujer indígena en obtener el Premio MUCEN, en el XII Concurso Nacional de Pintura del Banco Central de Reserva del Perú, en Lima, ocurrido en 2022. Su arte es parte de las colecciones del Museo de Arte de Lima (MALI) y del MUCEN y ha sido publicado en revistas en Canadá, Estados Unidos, Colombia y Chile.

## Obra poética
Combina la poesía oral con la escrita, y su idioma materno shipibo con el castellano. Ha publicado varios poemas en la compilación hecha entre poetas amazónicos Cantos del Meandro. Muestra de ecopoesía amazónica (2022), coordinada por Inin Niwe. 